# Masonville (Nueva York)
Masonville es un pueblo ubicado en el condado de Delaware en el estado estadounidense de Nueva York. En el año 2000 tenía una población de 1,405 habitantes y una densidad poblacional de 10 personas por km².

## Geografía
Masonville se encuentra ubicado en las coordenadas 42°13′50″N 75°20′20″O / 42.23056, -75.33889.

## Demografía
Según la Oficina del Censo en 2000 los ingresos medios por hogar en la localidad eran de $33,000, y los ingresos medios por familia eran $36,406. Los hombres tenían unos ingresos medios de $27,976 frente a los $21,767 para las mujeres. La renta per cápita para la localidad era de $14,933. Alrededor del 14.4% de la población estaban por debajo del umbral de pobreza.